# Ibro Šarić
Pour les articles homonymes, voir Šarić.
Ne doit pas être confondu avec le joueur d'échecs croate Ivan Šarić
Ibro Šarić est un joueur d'échecs bosnien né le 20 février 1982 à Cazin (Bosnie-Herzégovine).

## Biographie et carrière
Grand maître international depuis 2005, Šarić a représenté la Bosnie-Herzégovine lors de deux olympiades (en 2006 et  2008).
Lors de la Coupe d'Europe des clubs d'échecs de 2007, il jouait dans l'équipe du ŠK Bosna et remporta la médaille de bronze individuelle au cinquième échiquier avec 5,5 points sur 7.
Au 1er août  2020, Ibro Šarić est le numéro trois de Bosnie-Herzégovine avec un classement Elo de 2 568 points.